# نادي أصحاب الجياد
نادي أصحاب الجياد هو ناد مصري ذو نشاط رياضي واجتماعي يهتم بالمقام الأول برياضة سباق الخيل والفروسية، افتتح رسميًا في 23 أغسطس 1934، ويقع في منطقة سموحة بمدينة الإسكندرية، حصد النادي العديد من البطولات في لعبة الخيل، حيث حقق بطولة الجمهورية 11 مرة وأهم انجازاته تحقيق بطولة افريقيا مرة كانت في عام 1983، كما انه يتميز بالعديد من الأنشطة الأخرى كألعاب القوى، كرة اليد، كرة السلة، والكرة الطائرة.

## وصلات خارجية
- الموقع الرسمي للنادي.